# Славнов, Сергей Геннадьевич
Серге́й Генна́дьевич Славно́в (род. 11 апреля 1982 года в Ленинграде) — российский фигурист, выступавший в парном катании с Юлией Обертас. С ней они серебряные призёры чемпионата Европы 2005 года, неоднократные призёры этапов Гран-при и чемпионата России. Серебряный призёр чемпионата мира среди юниоров 2002 года в паре с Юлией Карбовской.

## Карьера

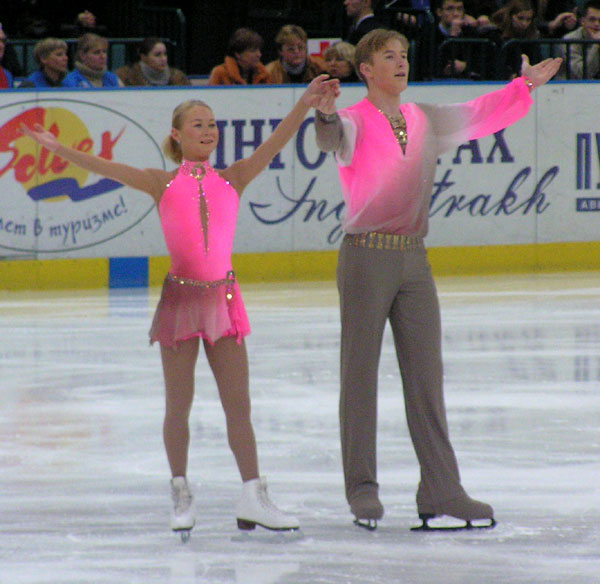
В паре с Юлией Обертас

Начал кататься на коньках в возрасте четырёх лет, когда бабушка купила ему коньки. Потом бабушка услышала объявление о наборе в группу фигурного катания и отвела туда внука.
Первой партнершей Сергея Славнова была Юлия Карбавская. Они стали чемпионами России среди юниоров в 2001 году и серебряными призёрами чемпионата мира среди юниоров 2002 года. В 2002 году у Славнова завязались романтические отношения с Юлией Обертас. Сразу после окончания сезона 2002/2003 в апреле Обертас и Славнов встали в пару, расставшись с прежними партнерами. Летом того же года пара перешла от Людмилы Великовой, у которой тренировались до тех пор, к Тамаре Николаевне Москвиной. У Москвиной пара проработала 3 года, а после серии неудачных выступлений в сезоне 2005—2006 дуэт вернулся к Людмиле Великовой.
Пара объявила, что пропустит сезон 2007—2008 из-за травмы Карбовской и перенесенной Славновым операции по удалению аппендицита. В 2008 году выступали в шоу Евгения Плющенко. Летом 2008 года заявили, что не появятся на соревнованиях начала сезона 2008/2009, но, возможно, выступят на чемпионате России 2009 года, однако, этого так и не произошло.
Осенью 2008 года Славнов принял участие в телешоу канала РТР «Звёздный лёд», где выступал в паре с актрисой и певицей Анастасией Задорожной.
С 2011 года стал выступать в ледовом театрализированном шоу «Russian Ice Stars». С 2008 по 2012 год состоял в отношениях с Анастасией Задорожной.

## Спортивные достижения
(с Обертас)
| Соревнования                        | 2003—2004 | 2004—2005 | 2005—2006 | 2006—2007 |
| ----------------------------------- | --------- | --------- | --------- | --------- |
| Зимние Олимпийские игры             |           |           | 8         |           |
| Чемпионаты мира                     | 7         | 5         | 8         |           |
| Чемпионаты Европы                   | 4         | 2         | 4         | 4         |
| Чемпионаты России                   | 3         | 3         | 2         | 2         |
| Финалы Гран-При                     |           | 4         | 5         |           |
| Этапы Гран-При:NHK Trophy           |           |           |           | 6         |
| Этапы Гран-При:Trophee Eric Bompard |           |           |           | 3         |
| Этапы Гран-При: Cup of Russia       | 5         | 2         | 2         |           |
| Этапы Гран-При:Skate America        |           | 2         | 3         |           |
| Этапы Гран-При:Skate Canada         | 6         |           |           |           |
| Этапы Гран-При:Bofrost Cup          | 2         |           |           |           |

(с Карбовской)
| Соревнования                   | 2000—2001 | 2001—2002 | 2002—2003 |
| ------------------------------ | --------- | --------- | --------- |
| Чемпионаты мира среди юниоров  | 4         | 2         | 5         |
| Чемпионат России среди юниоров | 1         | 2         |           |